# Reed Shannon
Reed Lorenzo Shannon (Raleigh, 22 settembre 2000) è un attore, doppiatore e cabarettista statunitense, conosciuto principalmente per la sua carriera a Broadway e per i ruoli di Scotty Simms in The Wilds e di Ekko in Arcane.

## Biografia
Reed Shannon è nato a Raleigh, Carolina del Nord, iniziando ad esibirsi a Broadway all'età di 13 anni, vestendo i panni dei giovani Michael Jackson, Berry Gordy e Stevie Wonder nel primo tour nazionale di Motown: The Musical, andato in scena in 275 teatri per 16 mesi, dal 2013 al 2015. Successivamente si è trasferito a Los Angeles per dedicarsi alla carriera recitativa, iniziando contemporaneamente ad esibirsi come stand-up-comedian in locali quali l'Asher Theatre, il Laugh Factory e il Flappers Comedy Club.
Nel 2021, Shannon ha ottenuto il ruolo di Ekko nella serie animata Netflix Arcane, premiata agli Emmy. L'anno successivo ha ottenuto la parte di Scotty Simms nella serie drammatica di Prime Video The Wilds.
Oltre all'attività recitativa, Shannon si è inoltre dedicato alla composizione di diversi brani r&b e soul su Spotify nonché alla fondazione della piattaforma Expression, con cui dare visibilità a vari artisti di Los Angeles, Chicago e Atlanta.

## Filmografia

### Attore

#### Cinema
- Token, regia di Kwanza Nicole Gooden - cortometraggio (2018)
- Canal Street, regia di Rhyan LaMarr (2018)
- Box Brow, regia di Rob Underhill e Aravind Ragupathi (2023)

#### Televisione
- Henry Danger - serie TV, episodio 3x03 (2016)
- Speechless - serie TV, episodio 1x10 (2016)
- School of Rock - serie TV, 2 episodi (2016-2017)
- Station 19 - serie TV, episodio 1x03 (2018)
- The Wilds - serie TV, 8 episodi (2022)
- Pulse - serie TV, episodio 1x01 (2025)

### Doppiatore
- Blaze e le mega macchine (Blaze and the Monster Machines) - serie TV, 58 episodi (2016-2022)
- Legends of Runeterra - videogioco (2020)
- Arcane - serie TV, 9 episodi (2021-2024)

## Teatro
- Oliver! (North Carolina Theatre, 2012)
- Who's Tommy (North Carolina Theatre, 2012)
- Motown: The Musical (Tour Broadway, 2013-2015)
- Les Misérables (North Carolina Theatre, 2014)
- Crazy For You (NC Theatre Conservatory Master Summer Theatre Arts School, 2015)
- In the Heights (Tour Broadway, 2018-2019)[11][12]